# Jacques Lameloise
 (août 2015).
Si vous disposez d'ouvrages ou d'articles de référence ou si vous connaissez des sites web de qualité traitant du thème abordé ici, merci de compléter l'article en donnant les références utiles à sa vérifiabilité et en les liant à la section « Notes et références ».
Jacques Lameloise, né le 6 avril 1947 à Chagny (Saône-et-Loire), est un chef cuisinier français.  
Il a été jusqu'en 2009 le chef du restaurant Lameloise à Chagny (Saône-et-Loire), trois étoiles au Guide Michelin.  

## Biographie
Jacques Lameloise (fils de Jean et Simone) naît le 6 avril 1947 à Chagny dans l'hôtel de ses parents.
En 1962, âgé de 15 ans, il entre à l'école hôtelière de la rue Ferrandi à Paris d'où il sort avec son CAP. Il effectue alors une tournée de « maison de prestige » : Ogier à L'Aubergade à Jouars-Pontchartrain, 6 mois chez Lucas-Carton (où il rencontre son épouse Nicole), un an au Savoy à Londres en 1967 (comme son grand-père), le Fouquet's de Paris en 1968, puis Ledoyen pendant un an, et enfin Lasserre en 1970. Il se forme également à la pâtisserie de haut vol chez Gaston Lenôtre. 
En 1971, il reprend le restaurant familial de son père et de son grand-père à Chagny qu'il élève au rang de 3 étoiles au Guide Michelin en 1979 alors qu'il n’a que 31 ans (ce qui fait de lui à l’époque le plus jeune chef a décrocher cette récompense). 
En 2007, il est à nouveau récompensé de 3 étoiles après en avoir perdu une en 2005. Jacques Lameloise est nommé chevalier de la Légion d'honneur.
À soixante-deux ans, en février 2009, Jacques Lameloise cède l'établissement à Eric Pras, MOF 2004, en association avec Frédéric Lamy.

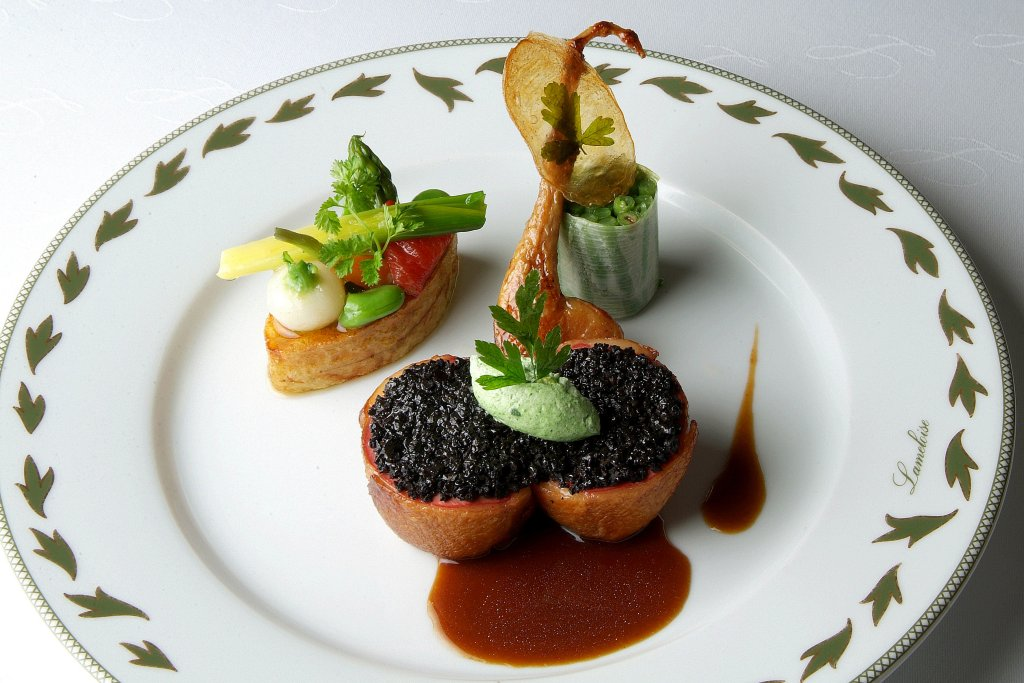
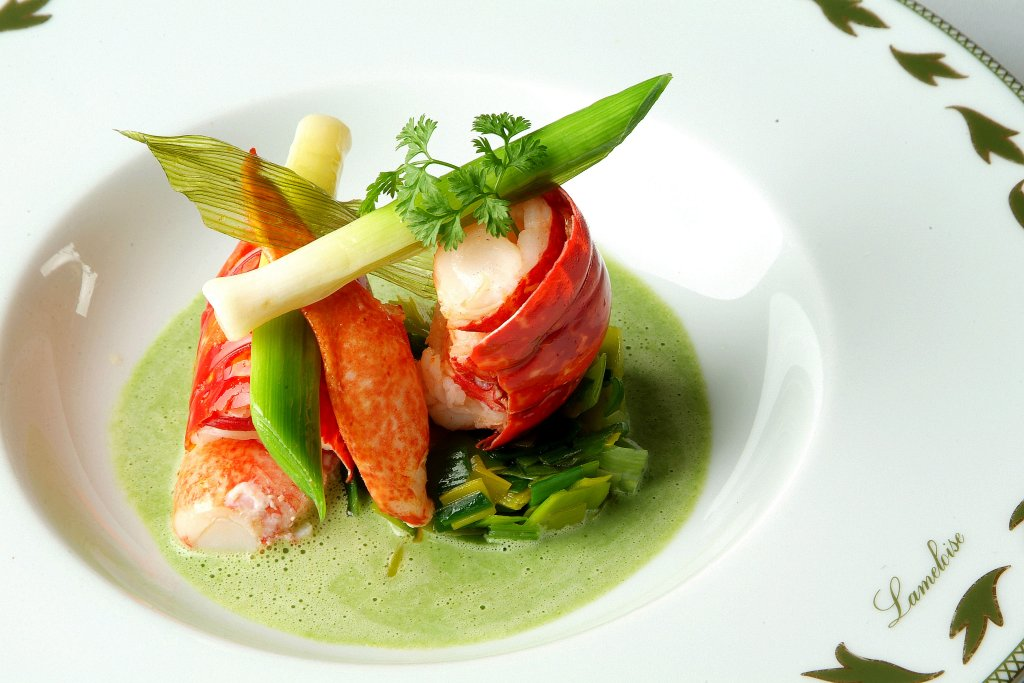

## Distinctions
- Chevalier de la Légion d'honneur.

## Quelques plats
- Raviolis d'escargots de Bourgogne dans leur bouillon d'ail doux (première création originale en 1979).
- Pigeonneau rôti à l'émiettée de truffes.
- Pommes de terre ratte grillées aux escargots de Bourgogne.
- Millefeuille de filet de bœuf et foie gras, pommes de terre soufflées.
- Fines feuilles craquantes au caramel et chocolat, framboises, glace crème brûlée.
- Millefeuille de homard aux tomates pressées.